# Pudupatti
Pudupatti is een panchayatdorp in het district Theni van de Indiase staat Tamil Nadu. 

## Demografie
Volgens de Indiase volkstelling van 2001 wonen er 9.977 mensen in Pudupatti, waarvan 50% mannelijk en 50% vrouwelijk is. De plaats heeft een alfabetiseringsgraad van 63%.